# Giunone tra le nubi
Giunone tra le nubi è un dipinto realizzato dal pittore italiano Giambattista Tiepolo intorno al 1735. 
In formato ovale, quest'opera rappresenta Giunone e il suo pavone sulle nuvole, osservati da un putto alato. In origine era un affresco su soffitto nel palazzo Sagredo a Venezia, portato poi su tela agli inizi del XX secolo. Dal 2020 è conservato al Museo del Louvre di Parigi.